# جاي ستايسي
جاي ستايسي (بالإنجليزية: Jay Stacy) هو لاعب هوكي الحقل أسترالي، ولد في 9 أغسطس 1968 في ملبورن في أستراليا.

## وصلات خارجية
- جاي ستايسي على موقع الاتحاد الدولي للهوكي (الإنجليزية)
- جاي ستايسي على موقع اللجنة الأولمبية الدولية (الإنجليزية)
- جاي ستايسي على موقع أوليمبيديا (الإنجليزية)
- جاي ستايسي على موقع اللجنة الأولمبية الأسترالية (الإنجليزية)